# Eric Brandon
Eric Brandon (Londra, 18 luglio 1920 – Gosport, 8 agosto 1982) è stato un pilota automobilistico britannico.

## Risultati in Formula 1
| 1952 | Scuderia        | Vettura    |   |  |   |  |    |  |  |    |  | Punti | Pos. |
| ---- | --------------- | ---------- | - |  | - |  | -- |  |  | -- |  | ----- | ---- |
| 1952 | Ecurie Richmond | Cooper T20 | 8 |  | 9 |  | 20 |  |  | 13 |  | 0     |      |

| 1954 | Scuderia        | Vettura    |  |  |  |  |     |  |  |  |  | Punti | Pos. |
| ---- | --------------- | ---------- |  |  |  |  | --- |  |  |  |  | ----- | ---- |
| 1954 | Ecurie Richmond | Cooper T23 |  |  |  |  | Rit |  |  |  |  | 0     |      |

| Legenda | 1º posto     | 2º posto | 3º posto    | A punti         | Senza punti/Non class.  | Grassetto – Pole position Corsivo – Giro più veloce |
| Legenda | Squalificato | Ritirato | Non partito | Non qualificato | Solo prove/Terzo pilota | Grassetto – Pole position Corsivo – Giro più veloce |